# Under Blue
『Under Blue』（アンダー・ブルー）は、Eveのメジャー4枚目、通算8枚目のアルバム。2024年11月27日にトイズファクトリーから発売された。

## 概要
前作『廻人』から約2年半ぶりとなるアルバム。前作以降にリリースした既存曲12曲に加えて新曲7曲を収録している。
前作以降にリリースした既存曲のうち、「pray」、「フラットウッズのモンスターみたいに」は本作には未収録であるが、代わりに本作のアニメイト特典CDに収録された。

## リリースとプロモーション
青底盤（完全生産限定盤・特製BOX仕様）、映像盤（初回生産限定盤・CD+Blu-ray）、通常盤の全3形態での発売。
映像盤には、既存曲10曲に加えて新曲「Byme」のミュージック・ビデオと、「Eve Live 2023 花嵐」のフル尺映像が収録されたBlu-rayが付属している。
早期予約特典として、オリジナルラバーバンドが付属したほか、初回プレス分封入特典として、「Eve Arena Tour 2025 Under Blue」最速先行抽選シリアルコードと、「Eveの日 Under Blue Premium Live」抽選申し込みシリアルコードが封入された。
| 対象店舗                                | 特典内容                                                                           |
| --------------------------------------- | ---------------------------------------------------------------------------------- |
| アニメイト/アニメイトオンラインショップ | collaboration CD（フラットウッズのモンスターみたいに/pray）                        |
| TOWER RECORDS / TOWER RECORDS ONLINE    | self cover CD（Glorious Day feat. 初音ミク/メメント feat. nqrse）                  |
| TSUTAYA RECORDS                         | 缶ミラー                                                                           |
| HMV / HMV&BOOKS online                  | ポストカード                                                                       |
| Amazon.co.jp                            | 青底盤 / 映像盤：コットン巾着 通常盤：メガジャケ 映像盤 / 通常盤：デコダンでお届け |
| 楽天ブックス                            | スマホショルダー                                                                   |
| トイズストア                            | ステッカー                                                                         |
| 応援ショップ                            | 告知ポスター（B2サイズ）                                                           |

## 収録曲
| 全作詞: Eve（#18を除く）。 |                              |                  |           |                   |      |
| #                          | タイトル                     | 作詞             | 作曲      | 編曲              | 時間 |
| 1.                         | 「lazy cat」                 | Eve（#18を除く） | Eve       | Eve、Zingai       | 2:35 |
| 2.                         | 「ティーンエイジブルー」     | Eve（#18を除く） | Eve       | Numa、Zingai      | 3:46 |
| 3.                         | 「逃避行」                   | Eve（#18を除く） | Eve       | Numa、Zingai      | 2:58 |
| 4.                         | 「虎狼来」                   | Eve（#18を除く） | Eve       | Numa、Zingai      | 3:57 |
| 5.                         | 「ファイトソング」           | Eve（#18を除く） | Eve       | Numa、Zingai      | 3:33 |
| 6.                         | 「花星」                     | Eve（#18を除く） | Eve       | Eve、Zingai       | 3:53 |
| 7.                         | 「冒険録」                   | Eve（#18を除く） | Eve       | Eve、Zingai       | 3:47 |
| 8.                         | 「Byme」                     | Eve（#18を除く） | Eve       | Numa              | 3:16 |
| 9.                         | 「巻物語」                   | Eve（#18を除く） | Eve       | Numa、Zingai      | 3:29 |
| 10.                        | 「インソムニア」             | Eve（#18を除く） | Eve       | Numa、Zingai      | 2:26 |
| 11.                        | 「Bubble feat. Uta」         | Eve（#18を除く） | Eve       | Numa              | 3:49 |
| 12.                        | 「スイートメモリー」         | Eve（#18を除く） | Eve       | Numa、Zingai      | 3:20 |
| 13.                        | 「白雪」                     | Eve（#18を除く） | Eve       | Numa、Zingai      | 3:43 |
| 14.                        | 「Midnight Runway」          | Eve（#18を除く） | Eve       | Numa              | 2:59 |
| 15.                        | 「ぼくらの」                 | Eve（#18を除く） | Eve       | Numa、Zingai      | 3:37 |
| 16.                        | 「花嵐」                     | Eve（#18を除く） | Eve       | Numa、Zingai      | 3:46 |
| 17.                        | 「さよならエンドロール」     | Eve（#18を除く） | Eve       | Numa、Zingai      | 3:30 |
| 18.                        | 「Under Blue」(instrumental) | Eve（#18を除く） | Eve、Numa | Numa、Eve、Zingai | 1:29 |
| 19.                        | 「夢で逢えたら」             | Eve（#18を除く） | Eve       | Numa              | 3:28 |
| 合計時間:                  | 合計時間:                    | 合計時間:        | 合計時間: | 63:30             |      |

## 楽曲解説
lazy cat
ミュージック・ビデオを作る前提なく、素直に自身と向き合って作られた楽曲。
アルバムのリリース日である11月27日にミュージック・ビデオがYouTubeにて公開された。
アルバムを提げた企画展「蒼像」の開催を記念して3月20日に発売された完全生産限定の5枚組CDボックス『「蒼像」CD BOX』に、楽曲が収録された。
ティーンエイジブルー
2024年10月4日に配信限定シングルとしてリリースされた楽曲。TVアニメ 『アオのハコ』第1クールEDテーマとして書き下ろされた。
9月7日、アニメのオープニングテーマのOfficial髭男dism「Same Blue」と同時にエンディングテーマ曲として楽曲が発表された。同日に公開されたプロモーション・ビデオにて楽曲の一部が解禁された。また、楽曲の特設サイトも公開された。9月25日に配信リリースがアナウンスされ、アニメの登場人物の鹿野千夏の描き下ろしイラストが使用された配信ジャケットが公開された。
11月22日、楽曲のミュージック・ビデオが公開された。また、楽曲の使用が最後となる第12話の放送日の12月20日には、アニメ12話分の本編映像をマッシュアップしたミュージック・ビデオが公開された。同ビデオは、過去にも「僕らまだアンダーグラウンド」と「Bubble feat. Uta」のミュージック・ビデオや映画『Adam by Eve: A Live in Animation』などでタッグを組んだ依田伸隆が担当した。
楽曲は、Eve自身が制作時に感じた「物事に打ち込む際にあふれ出る熱」をモチーフとして作られた。楽曲についてEveは「もうティーンエイジではない自分だから作れるものを詰め込みました、作品を通して感じて頂けたら嬉しいです。」とコメントした。
楽曲の配信リリースに際し、応募者全員に「Eve 特製待ち受け画像」がプレゼントされるキャンペーンが発表された。また、同キャンペーンの一環として都内某所で行われる予定だった楽曲のメモリアルムービーの撮影に招待される、抽選への応募も開始された。
逃避行
2023年12月25日に配信限定シングルとしてリリースされた楽曲。
2021年リリースの「夜は仄か」以来約2年半振りのノンタイアップシングルとなった。
2021年より毎年12月24日に行われている配信イベントの3回目となる「#Eveの日 2023」の最後に本楽曲がサプライズ発表された。配信イベント終了直後にYouTubeにてクリエイターの10+10が担当したミュージック・ビデオのプレミア公開が行われ、翌25日に配信リリースされた。
1年前のクリスマスシーズンにリリースした「白雪」に対して、「来年はもっと地に足のついた現実的な曲を書きたい」という思いで制作された。インタビューにてEveは「すべてを捨てて逃げ出したい、がんばっているのに誰からも認めてもらえず自分の居場所が見つからない──そんな日があったっていいじゃない、たまには現実逃避しようぜという思いを込めた」とコメントしている。
虎狼来
『ギャツビー メタラバーシリーズ』プロモーションタイアップソング。

ファイトソング
TVアニメ『チェンソーマン』エンディング・テーマ。

花星
劇場アニメ映画『メイクアガール』主題歌として書き下ろされた楽曲。11月21日、同曲を使用した本予告映像が解禁された。
2023年11月に開催されたライブ「Eve Live 2023 花嵐」を経て、それに対するアンサーソングとして書かれた。Eveは楽曲の制作についてインタビューで「これは“僕”と“あなた”という2人だけしか登場人物がいないような、聴き手との距離感が近い歌でもありながら、音楽的にはすごく壮大なものにしたいと思いながら作っていました。そのバランスを大事に考えていましたね。」と振り返っている。
映画公開日である2025年1月31日、KADOKAWAの公式YouTubeチャンネルにて映画本編の映像とオリジナルシーンを組み合わせた「メイクアガール」の特別映像が公開され、楽曲が使用された。
冒険録
2023年8月11日に配信限定シングルとしてリリースされた楽曲。スマートフォン向けシミュレーションRPG『アスタータタリクス』のオープニングテーマとして書き下ろされた。
2023年7月6日、他の劇中歌とともにオープニングテーマとして楽曲が発表された。同時にYouTubeにて楽曲を使用したゲームのティザー映像が公開され、楽曲の一部が解禁された。8月8日に配信リリースがアナウンスされ、配信ジャケットが発表された。ジャケットイラストは、「藍才」「ぼくらの」に続いてクリエイターのniLが担当した。
配信リリース日である8月11日には本楽曲のミュージック・ビデオが公開された。クリエイターの擬態するメタが制作し、文明の崩壊した世界での宇宙の旅を描いた壮大なアニメーションの映像となっている。
のちにEveは楽曲について、星の光が何十年何億年以上かけて地球に届くように「いつかどこかの誰かに届けばいいな」という思いが込められていると語っている。
Byme
本作の映像盤にミュージック・ビデオが収録されている。
巻物語
コロコロコミック555号記念PVテーマソング。
インソムニア
2024年3月1日に配信限定シングルとしてリリースされた楽曲。『映画 マイホームヒーロー』主題歌として書き下ろされた。1月10日の映画タイアップの発表と同時に公開された映画の本予告映像においてが曲の一部が初公開された。
2月26日に配信リリースがアナウンスされ、配信ジャケットが公開された。配信ジャケットのイラストは過去に「いのちの食べ方」「ファイトソング」などのミュージック・ビデオでもタッグを組んだクリエイターの まりやす が担当した。同時に、「インソムニア」の配信を記念したキャンペーンの開催も発表された。
「Eve Asia Tour 2024 Culture」のツアーファイナルである横浜BUNTAIでの公演でミュージック・ビデオが初公開され、当日6月9日の夜にYouTubeで公開された。映像は配信ジャケットと同じくまりやすが担当した。
アルバムを提げた企画展「蒼像」の開催を記念して3月20日に発売された完全生産限定の5枚組CDボックス『「蒼像」CD BOX』に、楽曲が収録された
Bubble feat. Uta
2022年4月21日に配信限定シングルとしてリリースされた楽曲。映画『バブル』オープニング主題歌として書き下ろされた。
TeddyLoidによるリミックスバージョン「Bubble feat. Uta (TeddyLoid Remix)」も制作され、Netflix版オープニングテーマとして使用された。リミックスバージョンは、2022年5月11日リリースの『「バブル」オリジナル・サウンドトラック』に収録された。
本楽曲は壮大なストーリーを感じられるアップテンポのナンバーとなっており、フィーチャリングアーティストとして作中でウタ役を務めたシンガーソングライターのりりあ。が起用された。
2022年3月1日、りりあ。によるエンディング主題歌である「じゃあね、またね。」と同時にオープニング主題歌として本楽曲が発表された。同時に本楽曲を使用した予告映像が公開された。4月14日に本楽曲の配信リリースがアナウンスされ、イラストレーターのniLが担当した配信ジャケットが公開された。
本楽曲の配信リリースを記念して、リリース日の4月21日にはライブツアーで本人が着用した衣装や特製ポーチなどのグッズが当たるキャンペーンの開催が発表された。また、同時に楽曲の特設サイトが公開された。
Netflixで映画が公開された4月28日には、YouTubeで本楽曲のミュージック・ビデオがプレミア公開された。映像の監督は依田伸隆が務めた。
スイートメモリー
2024年7月7日に配信限定シングルとしてリリースされた楽曲。TVアニメ『小市民シリーズ』OPテーマとして書き下ろされた。
6月7日にアニメとのタイアップが発表され、楽曲の一部を使用したプロモーションビデオが公開された。7月6日に配信リリースがアナウンスされ、配信ジャケットが公開された。ジャケットはアニメのキャラクターデザインを担当している、「心予報」以来のタッグとなる斎藤敦史が担当した。また、配信を記念して、特製メモリーブックと栞セットが当たるプレゼントキャンペーンの実施も発表された。
配信リリース日の7月7日には、楽曲を使用したアニメのノンクレジットオープニング映像がYouTubeにて公開された。
8月31日には、アニメの本編映像をマッシュアップして制作された楽曲のミュージック・ビデオが公開された。映像は依田伸隆が担当した。
白雪
映画『ブラックナイトパレード』主題歌。

ぼくらの
TVアニメ『僕のヒーローアカデミア』第6期オープニングテーマ。

花嵐
2023年10月1日に配信限定シングルとしてリリースされていた楽曲。ブルボン「アルフォート」CMソングとして書き下ろされた。
9月26日、同日より放送開始されたテレビCM『20周年アルフォート号』篇に楽曲を書き下ろしたことが発表された。同日の夜には配信リリースがアナウンスされ、イラストレーターの くっか が担当したイラストジャケットが公開された。同日放送の『SCHOOL OF LOCK!』にEveがゲスト出演し、楽曲がフルで初オンエアされた。また、2023年10月1日はEveのアーティスト活動14周年の記念日でもある。
配信リリース日である10月1日にはミュージック・ビデオが公開された。イラストジャケットと同じく くっか が担当し、ファンタジーな世界観のアニメーション映像となっている。
楽曲は、2023年11月25日・26日の2日間開催されたさいたまスーパーアリーナ公演「Eve Live 2023 花嵐」のタイトルとなっている。
アルバムを提げた企画展「蒼像」の開催を記念して3月20日に発売された完全生産限定の5枚組CDボックス『「蒼像」CD BOX』に、楽曲が収録された
さよならエンドロール
「lazy cat」と同じく、ミュージック・ビデオを作る前提なく、素直に自身と向き合って作られた楽曲。
2024年12月24日にミュージック・ビデオが公開された。ビデオは「インソムニア」などでもタッグを組んだまりやすが担当した。

## collaboration CD
アニメイト/アニメイトオンラインショップの購入者特典CD。配信リリースされた楽曲で、CD化されていなかった2曲を収録している。

### 収録曲
1. フラットウッズのモンスターみたいに [3:01] - Eve × Deu
2024年5月3日に配信限定シングルとしてリリースされていた楽曲。PEOPLE 1のDeuとのコラボ曲である[37]。
PEOPLE 1とは、2022年放送のTVアニメ『チェンソーマン』の週替わりエンディングテーマを、「ファイトソング」と「DOGLAND」でともに担当したという経緯がある[37]。
配信と同日に公開されたミュージック・ビデオは『チェンソーマン』を担当したアニメーションスタジオのMAPPAが制作した[37]。
2. pray [3:04]
2024年1月13日に配信限定シングルとしてリリースされていた楽曲。フジテレビ系ドラマ『院内警察』主題歌として書き下ろされた[38]。
作曲とプロデュースを澤野弘之が担当した、はかないミディアム調のサウンドが特徴の楽曲。2023年12月12日にドラマとのタイアップが発表された[39]。
2024年1月12日に配信リリースがアナウンスされ、クリエイターのYKBXが手がけた配信ジャケットが公開された。また、配信リリースを記念したキャンペーンの開催も発表された[38]。
2月2日には楽曲のミュージック・ビデオが公開された。ジャケットと同じくYKBXが担当し、「祈り」がテーマのノスタルジックなアニメーション映像となっている[40]。